# Anarusuk (Insel, Upernavik)
Anarusuk ist eine grönländische Insel im Distrikt Upernavik in der Avannaata Kommunia.

## Geografie
Anarusuk liegt südlich der Insel Nuuluk, nördlich von Aakkarnersuaq und östlich von Aappilattoq. Ein schmaler Sund trennt die Insel im Osten vom Gletscher Kakiffaat Sermiat.
Die Insel hat die Form eines Stiefels und wird durch zahlreiche verzweigte Buchten zerklüftet. Die höchste Erhebung ist ein 372 Meter hoher Gipfel im nördlichen Teil der Insel.

## Archäologische Spuren
Die Insel ist unbewohnt. An der Südküste von Anarusuk befinden sich jedoch Überreste von unter anderem zwei Winterhäusern der Thule-Kultur.